# Dynamite (Album)
Dynamite ist das sechste Studioalbum der britischen Acid-Jazz-Band Jamiroquai. Es wurde am 20. Juni 2005 als CD und LP veröffentlicht. In den USA erschien das Album auch als DualDisc, einer Mischung aus CD und DVD. Produzent war neben dem Sänger der Band, Jay Kay, der Engländer Mike Spencer, der bereits mit Pop-Sängerin Kylie Minogue und Beverley Knight gearbeitet hat.

## Allgemeines
Die DualDisc, die in den USA erschien, enthält auf der CD-Seite die elf Lieder des Albums sowie den Bonustrack Time Won’t Wait. Auf der DVD-Seite ist das Album nochmals in verbesserter Stereo-Qualität. Außerdem sind dort die Musik-Videos von Feels Just Like It Should und Seven Days in Sunny June sowie ein Making-of des ersteren.
Auf dem Cover der CD ist Jay Kay in einer Schwarz-Weiß-Fotografie abgebildet. Er trägt dabei seinen sogenannten „feather headdress“, eine Federkrone mit Spiegeln anstatt der Federn.

## Titelliste
1. Feels Just Like It Should – 4:34
2. Dynamite – 4:57
3. Seven Days in Sunny June – 3:59
4. Electric Mistress – 3:56
5. Starchild – 5:13
6. Love Blind – 3:35
7. Talullah – 6:04
8. (Don’t) Give Hate a Chance – 5:02
9. World That He Wants – 3:14
10. Black Devil Car – 4:45
11. Hot Tequila Brown – 4:40
12. Time Won’t Wait (Bonustitel in Großbritannien, Japan und den USA) – 5:01

## Singleauskopplungen
| Jahr | Titel                      | Höchstplatzierung, Gesamtwochen, AuszeichnungChartplatzierungen (Jahr, Titel, , Platzierungen, Wochen, Auszeichnungen, Anmerkungen) | Höchstplatzierung, Gesamtwochen, AuszeichnungChartplatzierungen (Jahr, Titel, , Platzierungen, Wochen, Auszeichnungen, Anmerkungen) | Höchstplatzierung, Gesamtwochen, AuszeichnungChartplatzierungen (Jahr, Titel, , Platzierungen, Wochen, Auszeichnungen, Anmerkungen) | Höchstplatzierung, Gesamtwochen, AuszeichnungChartplatzierungen (Jahr, Titel, , Platzierungen, Wochen, Auszeichnungen, Anmerkungen) | Anmerkungen                            |
| Jahr | Titel                      | DE | AT | CH | UK | Anmerkungen                            |
| ---- | -------------------------- | --- | --- | --- | --- | -------------------------------------- |
| 2005 | Feels Just Like It Should  | DE69 (3 Wo.)DE | AT71 (1 Wo.)AT | CH33 (10 Wo.)CH | UK8 (12 Wo.)UK | Erstveröffentlichung: 6. Juni 2005     |
| 2005 | Seven Days in Sunny June   | DE78 (7 Wo.)DE | — | CH79 (5 Wo.)CH | UK14 (5 Wo.)UK | Erstveröffentlichung: 15. August 2005  |
| 2005 | (Don’t) Give Hate a Chance | DE93 (3 Wo.)DE | — | CH82 (1 Wo.)CH | UK27 (3 Wo.)UK | Erstveröffentlichung: 7. November 2005 |

## Kommerzieller Erfolg

### Chartplatzierungen
| ChartsChartplatzierungen       | Höchstplatzierung | Wochen |
| ------------------------------ | ----------------- | ------ |
| Deutschland (GfK)              | 6 (16 Wo.)        | 16     |
| Österreich (Ö3)                | 5 (15 Wo.)        | 15     |
| Schweiz (IFPI)                 | 3 (17 Wo.)        | 17     |
| Vereinigte Staaten (Billboard) | 145 (2 Wo.)       | 2      |
| Vereinigtes Königreich (OCC)   | 3 (23 Wo.)        | 23     |

| ChartsJahrescharts (2005)    | Platzierung |
| ---------------------------- | ----------- |
| Deutschland (GfK)            | 87          |
| Schweiz (IFPI)               | 36          |
| Vereinigtes Königreich (OCC) | 68          |

### Auszeichnungen für Musikverkäufe
| Land/Region                  | Auszeichnungen für Musikverkäufe (Land/Region, Auszeichnung, Verkäufe) | Verkäufe |
| ---------------------------- | ---------------------------------------------------------------------- | -------- |
| Australien (ARIA)            | Gold                                                                   | 35.000   |
| Irland (IRMA)                | Gold                                                                   | 7.500    |
| Japan (RIAJ)                 | Gold                                                                   | 100.000  |
| Neuseeland (RMNZ)            | Gold                                                                   | 7.500    |
| Schweiz (IFPI)               | Gold                                                                   | 20.000   |
| Vereinigtes Königreich (BPI) | Platin                                                                 | 300.000  |
| Insgesamt                    | 5× Gold · 1× Platin · × Diamant ·                                      | 470.000  |